# Ренато Біццодзеро
Ренато Біццодзеро (італ. Renato Bizzozero, нар. 7 вересня 1912, Лугано — пом. 10 листопада 1994, Буенос-Айрес) — швейцарський футболіст, що грав на позиції воротаря.
Виступав, зокрема, за клуб «Лугано», а також національну збірну Швейцарії.
Дворазовий чемпіон Швейцарії. Володар Кубка Швейцарії.

## Клубна кар'єра
У дорослому футболі дебютував 1933 року виступами за команду клубу «Лугано», в якій провів одинадцять сезонів.  За цей час двічі виборював титул чемпіона Швейцарії.
Завершив професійну ігрову кар'єру у клубі «К'яссо», за команду якого виступав протягом 1944—1945 років.
Помер 10 листопада 1994 року на 83-му році життя в Буенос-Айресі.

## Виступи за збірну
1935 року дебютував в офіційних матчах у складі національної збірної Швейцарії. Протягом кар'єри у національній команді, яка тривала 4 роки, провів у формі головної команди країни 19 матчів.
У складі збірної був учасником чемпіонату світу 1934 року в Італії та чемпіонату світу 1938 року у Франції, проте на обох світових форумах залишався резервним голкіпером і на поле не виходив.

## Титули і досягнення
- Чемпіон Швейцарії (2):

«Лугано»:  1937-1938, 1940-1941
- Володар Кубка Швейцарії (1):

«Лугано»:  1930-1931